# On the Road Again
«On the Road Again» (с англ. — «Снова в дороге») — песня американского кантри-певца и музыканта Вилли Нельсона. Он написал её для вышедшего в 1980 году фильма Honeysuckle Rose.
Песня рассказывает о жизни музыканта в концертном турне. Нельсон написал её по просьбе исполнительного продюсера кинофильма Honeysuckle Rose. (Тот обратился к нему с просьбой сочинить песню для этого фильма.)
В ноябре 1980 года песня «On the Road Again» стала для Нельсона его в сумме девятым кантри-хитом номер 1 в США (в кантри-чарте журнала «Билборд») и его шестым в качестве сольного исполнителя. Кроме того, она достигла 20 места в главном (всежанровом) чарте Billboard Hot 100 и 7 места в чарте Billboard Adult Contemporary. Это был самый большой хит в карьере Вилли Нельсона. На следующий год данная песня принёсла ему премию «Грэмми» в номинации «Лучшая песня в стиле кантри».

## История
Роль в вышедшем в 1980 году на экраны фильме Honeysuckle Rose стала первой главной ролью в карьере Вилли Нельсона. Он играет стареющего американского музыканта, которому никак не удаётся достичь национальной славы и он переругался с семьёй, с которой вместе выступает на сцене, путешествуя по стране с концертами (члены семьи входят в его музыкальную группу).
Вскоре после того, как Нельсон подписал контракт на эту роль, к нему обратился исполнительный продюсер кинокартины и попросил написать песню о жизни в концертном туре, чтобы её можно было использовать как главную тему фильма. Нельсон быстро написал песню на гигиеническом пакете (так называемом мешочке для рвоты, что выдают в самолётах; англ. barf bag).

## Выпуск
Песня была издана как сингл одновременно с альбомом Вили Нельсона и друзей Honeysuckle Rose (служившим саундтреком к вышеуказанному фильму).
Альбом поднялся на 1 место в альбомном кантри-чарте «Биилборда», а песня добралась до 20 места в Billboard Hot 100.

## Премии и признание
Нельсон получил за эту песню «Грэмми» в номинации «Лучшая песня в стиле кантри». Кроме того, он был номинирован за неё на «Оскар» в категории «Лучшая оригинальная песня».
В 2004 году журнал Rolling Stone поместил песню «On the Road Again» в исполнении Вилли Нельсона на 471 место своего списка «500 величайших песен всех времён».

## Чарты
| Чарт (1980)                            | Наив. поз. |
| -------------------------------------- | ---------- |
| Австралия (Kent Music Report)          | 64         |
| Канада (RPM Country Tracks)            | 2          |
| Канада (RPM Adult Contemporary Tracks) | 3          |
| США (Billboard Hot 100)                | 20         |
| США (Billboard Hot Country Songs)      | 1          |
| США (Billboard Adult Contemporary)     | 7          |
| США (Cashbox Top 100)                  | 22         |